# Landgericht Bochum (Gebäude)

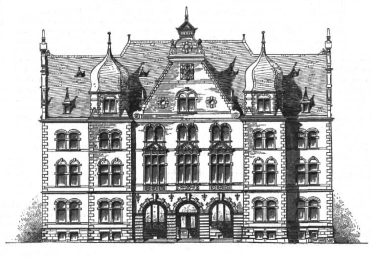
Hauptansicht von Norden

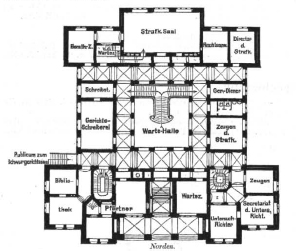
Erdgeschoss

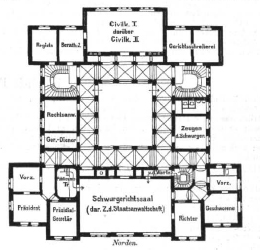
Erstes Obergeschoss

Das erste Landgericht Bochum war ein von 1889 bis 1892 in der damaligen Schillerstraße (heute Junggesellenstraße) in Bochum errichtetes Gerichtsgebäude. Es wurde während des Zweiten Weltkriegs zerstört.

## Geschichte
Die Stadt Bochum erhielt bei Einführung der Preußischen Gerichtsverfassung an Stelle des früheren Kreisgerichts zunächst nur ein Amtsgericht. Diesem wurden später noch eine Kammer für Strafsachen und eine solche für Handelsangelegenheiten beigegeben. Auf Grund der Bemühungen der Stadt wie auch der Bochumer Handelskammer konnte im Jahr 1888 auch die Anlage eines Landgerichts erwirkt werden. Das dieser zu Grunde liegende Gesetz vom 3. April 1888 war eines der wenigen, das Kaiser Friedrich III. ausfertigte. Auf dem Gebiet der Stadt Bochum lebten zu diesem Zeitpunkt gut 40.000 Menschen.
Die Zuständigkeit für derartige Staatsbauvorhaben lag im Preußischen Ministerium der öffentlichen Arbeiten. Dort stellte der Ober-Baudirektor Karl Friedrich Endell Skizzen auf, die der örtliche Kreis-Bauinspektor, Baurat Theodor Haarmann unter Hilfe des Regierungsbaumeisters Friedrich Kullrich zu einem Entwurf ausarbeitete. Kullrich übernahm auch die Bauausführung unter der Oberleitung von Kreis-Bauinspektor Albert Kiss, der die Stelle des zwischenzeitlich pensionierten Haarmann übernommen hatte. Als Bauplatz wählte man eine nach allen vier Seiten freie Lage in unmittelbarer Nachbarschaft zum Amtsgericht und dem Gerichtsgefängnis. Noch während der Bauausführung kam es im Mai 1890 zu einer Entwurfsänderung, indem an Stelle des ursprünglich projektierten Innenhofes von 9 mal 6 Metern nun eine überdachte Wartehalle von 9,42 mal 10,67 Meter entstand. Weiter wurde die angedachte Haupttreppe vom Erdgeschoss bis in das zweite Obergeschoss aufgegeben. Stattdessen entschloss man sich zu einer dreiarmigen Freitreppe, die in die Wartehalle integriert wurde und das Erd- mit dem ersten Obergeschoss verband. Die Verbindungstreppe von dort in das zweite Obergeschoss verlegte man dabei in zwei separate Treppenhäuser, jeweils an der West- und an der Ostseite.

## Architektur
Der in den Formen der deutschen Renaissance gehaltene Bau war flächig mit ledergelben Ziegeln verblendet, sämtliche Architekturteile – mit Ausnahme des Basaltlava-Sockels – aus rotem Eifelsandstein hergestellt. Um den Kostenanschlag einzuhalten, war das ursprünglich in Eisen konstruierte Dach letztlich in Holz ausgeführt worden. Die Eindeckung erfolgte mit Moselschiefer, während die Wartehalle mit Rohglas abgedeckt wurde. Die Höhe der einzelnen Geschosse vom Fußboden bis einschließlich der darüberliegenden Decke betrug nach der Projektierung im Keller 3 Meter, im Erdgeschoss 4,75 Meter, im ersten Stockwerk 4,80 Meter und im zweiten Obergeschoss 4,55 Meter. Nach den Statistischen Nachweisungen über aufgeführte staatliche Hochbauten besaß das zweite Obergeschoss hingegen eine Höhe von 5 Metern, die Sitzungssäle eine solche von 6 Metern.
Die Raumaufteilung in den Geschossen sah für den Keller neben einem Teil der Pförtnerwohnung die Wartezellen der Angeklagten für die Strafkammer und das Schwurgericht sowie die Zentralheizung vor. Das Erdgeschoss nahm die Räume der Strafkammer und das erste Obergeschoss jene der Zivilkammer und des Schwurgerichts auf. Im zweiten Obergeschoss befanden sich die Räume der Staatsanwaltschaft, der Gerichtsschreiber und ein zweiter Zivilkammersaal.

## Baukosten
Die Baukosten waren zu 450.000 Mark veranschlagt worden. Darin enthalten waren 25.500 Mark für die Ausgestaltung der Nebenanlagen, nicht jedoch die Kosten der Inneneinrichtung von 50.000 Mark. Laut der Schlussabrechnung wurden 1227,9 m² überbaut. Nach dieser standen Gesamtkosten aus dem Kostenvoranschlag von 491.700 Mark tatsächliche Baukosten in Höhe von 472.142 Mark gegenüber. Diese setzten sich aus 424.776 Mark für das Gebäude, 26.082 Mark für die Inneneinrichtung und 21.284 Mark für die Nebenanlagen zusammen. Die Kosten für das reine Gebäude betrugen entsprechend 345,90 Mark pro m² bzw. 19,50 Mark pro m³. Die zu 7,1 % des Gesamtvolumens angesetzten Kosten der Bauleitung betrugen 33.325 Mark.

## Nachfolgebauten
Das während des Zweiten Weltkriegs zerstörte Amtsgerichtsgebäude wurde von 1952 bis 1954 (Einweihung am 3. Oktober 1953) durch einen Neubau ersetzt, Planung und Ausführung des Neubaus lagen in Händen von Regierungsbaurat Bellensmann, ab März 1952 des Regierungsassessors Graul. Das im Krieg schwer beschädigte Landgerichtsgebäude konnte dagegen wiederaufgebaut werden. Es wurde dann aber Anfang der 1970er Jahre für die umfangreichen Justizneubauten (Gebäude für Staatsanwaltschaft und Landgericht) abgebrochen. Der zum Westring hin orientierte Landgerichtsneubau wurde 1971/1972 und 1974 bis 1978 nach Entwurf der Dortmunder Architekten Hans Magoley und Will Schwarz im Auftrag des Landes Nordrhein-Westfalen ausgeführt.

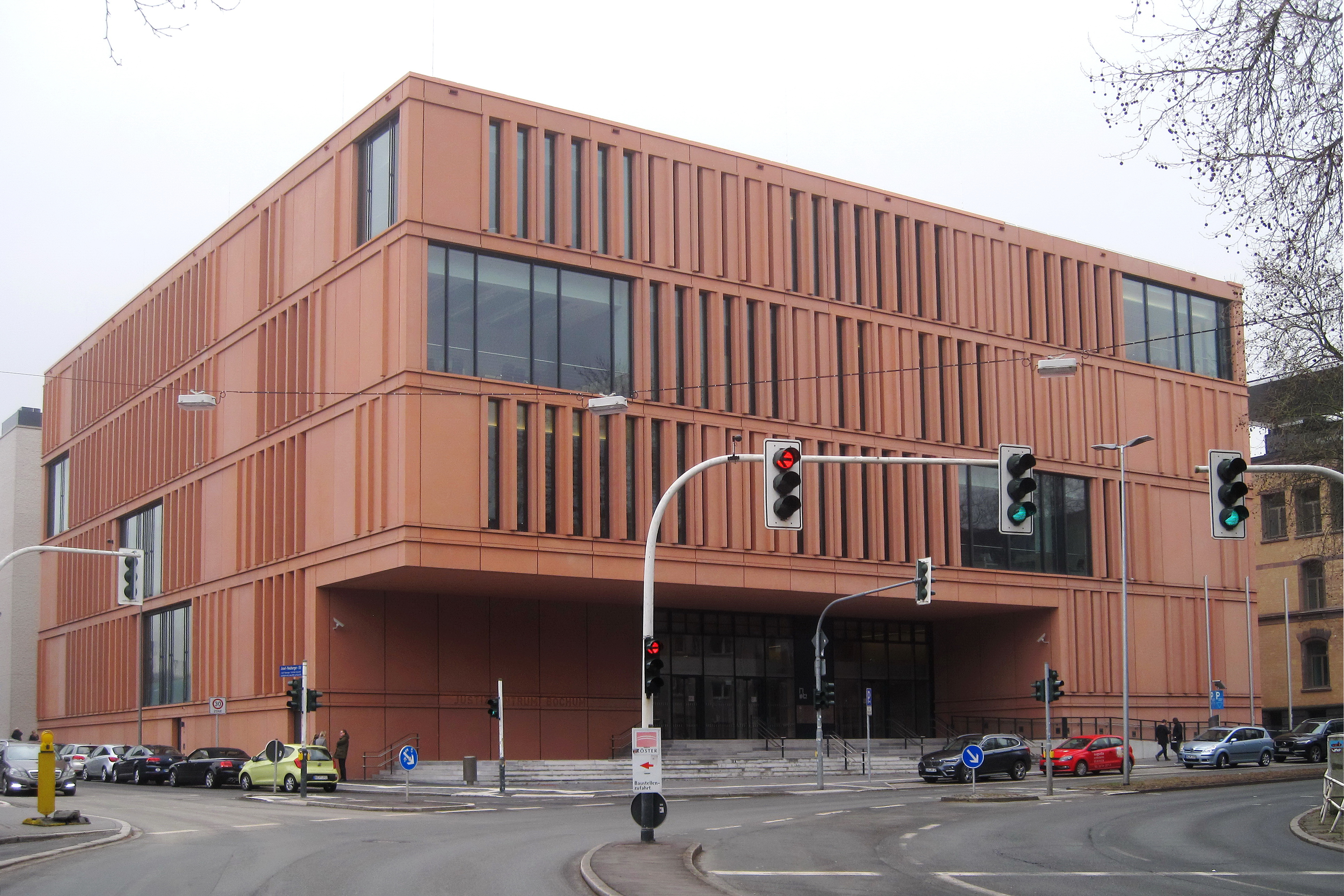
Saaltrakt mit Besuchereingang des Justizzentrums Bochum, Josef-Neuberger-Straße 1 (früher Ostring).

Als Ersatz für diese heute noch bestehenden, aber sanierungsbedürftigen Gerichtsgebäude wurde am Ostring ein Neubau errichtet. Das Justizzentrum Bochum hat das Land- und Amtsgericht sowie das Arbeitsgericht Bochum, die Staatsanwaltschaft Bochum und die Bewährungshilfe räumlich zusammengeführt. Vorausgegangen war im Jahr 2008 ein beschränkter Realisierungswettbewerb, aus dem die Berliner Hascher + Jehle Planungsgesellschaft mbH (jetzt Hascher Jehle Architektur) siegreich hervorging.